# Superligaen 2013-2014
La Superligaen 2013-2014 è stata la 101ª edizione della massima serie del campionato danese di calcio e 24ª come Superligaen. La stagione è iniziata il 19 luglio 2013 ed è terminata il 18 maggio 2014. L'Aalborg ha vinto il titolo per la quarta volta nella sua storia.

## Stagione

### Novità
AC Horsens e Silkeborg IF hanno terminato la stagione 2012-2013 rispettivamente all'undicesimo e al dodicesimo posto in classifica, venendo così relegate in 1. Division.
I club retrocessi vengono rimpiazzati dal Viborg e dal Vestsjælland, rispettivamente prima e seconda classificata in 1. Division 2012–2013.

### Formula
Le 12 squadre partecipanti si affrontano in gironi di andata-ritorno-andata, per un totale di 33 giornate. Al termine della stagione, la prima e la seconda classificata del campionato si qualificheranno per il terzo turno preliminare della UEFA Champions League 2014-2015.
Le squadre classificate al terzo e al quarto posto si qualificheranno rispettivamente per il terzo e per il secondo turno di qualificazione della UEFA Europa League 2014-2015.
Le ultime due classificate retrocederanno direttamente in 1. Division.

## Squadre partecipanti
| Club         | Città      | Stadio                   | Posizione 2012-2013     |
| ------------ | ---------- | ------------------------ | ----------------------- |
| Aalborg      | Aalborg    | Energi Nord Arena        | 5º posto                |
| Aarhus       | Århus      | NRGi Park                | 7º posto                |
| Brøndby      | Brøndby    | Stadio Brøndby           | 9º posto                |
| Copenaghen   | Copenaghen | Parken Stadium           | Campione di Danimarca   |
| Esbjerg      | Esbjerg    | Blue Water Arena         | 4º posto                |
| Midtjylland  | Herning    | MCH Arena                | 6º posto                |
| Nordsjælland | Farum      | Farum Park               | 2º posto                |
| Odense       | Odense     | TRE-FOR Park             | 10º posto               |
| Randers      | Randers    | AutoC Park Randers       | 3º posto                |
| SønderjyskE  | Haderslev  | Haderslev Fodboldstadion | 8º posto                |
| Vestsjælland | Slagelse   | Slagelse Stadion         | 2º posto in 1. Division |
| Viborg       | Viborg     | Energi Viborg Arena      | 1º posto in 1. Division |

## Classifica
|                      | Pos. | Squadra      | Pt | G  | V  | N  | P  | GF | GS | DR  |
| -------------------- | ---- | ------------ | -- | -- | -- | -- | -- | -- | -- | --- |
| Danimarca (bandiera) | 1.   | Aalborg      | 62 | 33 | 18 | 8  | 7  | 60 | 38 | +22 |
|                      | 2.   | Copenaghen   | 56 | 33 | 15 | 11 | 7  | 54 | 38 | +16 |
|                      | 3.   | Midtjylland  | 55 | 33 | 16 | 7  | 10 | 61 | 38 | +23 |
|                      | 4.   | Brøndby      | 52 | 33 | 13 | 13 | 7  | 47 | 38 | +9  |
|                      | 5.   | Esbjerg      | 48 | 33 | 13 | 9  | 11 | 47 | 38 | +9  |
|                      | 6.   | Nordsjælland | 46 | 33 | 13 | 7  | 13 | 38 | 44 | -6  |
|                      | 7.   | Randers      | 41 | 33 | 9  | 14 | 10 | 41 | 45 | -4  |
|                      | 8.   | Odense       | 40 | 33 | 10 | 10 | 13 | 47 | 46 | +1  |
|                      | 9.   | Vestsjælland | 38 | 33 | 8  | 14 | 11 | 31 | 42 | -11 |
|                      | 10.  | SønderjyskE  | 38 | 33 | 10 | 8  | 15 | 41 | 53 | -12 |
|                      | 11.  | Aarhus       | 32 | 33 | 9  | 5  | 19 | 38 | 60 | -22 |
|                      | 12.  | Viborg       | 28 | 33 | 6  | 10 | 17 | 38 | 63 | -25 |

Legenda:

      Campione di Danimarca e ammessa alla UEFA Champions League 2014-2015

      Ammessa alla UEFA Champions League 2014-2015

      Ammesse alla UEFA Europa League 2014-2015

      Retrocesse in 1. Division 2014-2015

## Risultati
|              | Aal     | Aar     | Brø     | Cop     | Esb     | Mid     | Nor     | Ode     | Ran     | Søn     | Ves     | Vib     |
| ------------ | ------- | ------- | ------- | ------- | ------- | ------- | ------- | ------- | ------- | ------- | ------- | ------- |
| Aalborg      | ––––    | 0-0 1-0 | 2-1 2-0 | 2-1     | 0-2     | 1-1 1-0 | 1-1     | 0-0 1-0 | 1-2     | 2-0     | 0-0     | 3-1 5-0 |
| Aarhus       | 2-5     | ––––    | 1-3 1-2 | 1-1     | 0-3     | 0-2 0-4 | 2-1 0-1 | 0-1     | 0-1     | 3-1 0-3 | 2-2     | 0-1 2-1 |
| Brøndby      | 2-2     | 3-0     | ––––    | 3-2 1-3 | 0-2 1-0 | 3-1     | 4-1     | 2-1 1-2 | 0-0 1-1 | 3-1     | 1-1 2-2 | 0-0     |
| Copenaghen   | 3-0     | 1-1 1-0 | 2-2     | ––––    | 1-1 2-2 | 1-5     | 4-0     | 2-1 3-2 | 1-3 1-1 | 2-0     | 1-1 1-0 | 4-1     |
| Esbjerg      | 1-2 2-2 | 5-1 0-2 | 0-0     | 1-1     | ––––    | 1-1 0-0 | 4-0 2-1 | 1-3 1-0 | 2-2     | 4-1 2-1 | 0-0     | 0-0     |
| Midtjylland  | 2-3     | 3-0     | 5-2 0-1 | 1-0 2-3 | 3-0     | ––––    | 2-1 0-1 | 0-2     | 1-1     | 2-1 2-0 | 2-2 3-1 | 0-0 5-2 |
| Nordsjælland | 2-1 2-4 | 1-0     | 1-1 2-2 | 2-2 1-0 | 0-1     | 2-1     | ––––    | 2-0     | 1-0 1-1 | 3-0     | 1-2     | 1-1 2-0 |
| Odense       | 2-3     | 3-6 4-1 | 0-0     | 0-1     | 1-2     | 1-1 2-1 | 1-0 0-1 | ––––    | 2-1     | 1-1 2-2 | 1-3     | 4-2 1-1 |
| Randers      | 3-2 1-4 | 2-2 1-3 | 0-1     | 1-1     | 3-2 1-0 | 1-3 0-3 | 0-1     | 1-1     | ––––    | 0-2 1-1 | 1-1     | 3-1     |
| SønderjyskE  | 1-3 3-2 | 1-2     | 1-0 1-1 | 0-0     | 1-0     | 3-1     | 2-0 3-1 | 1-5     | 1-3     | ––––    | 0-0 1-1 | 0-3 1-0 |
| Vestsjælland | 2-1 0-0 | 0-2 2-1 | 0-2     | 0-1     | 1-3 2-1 | 0-1     | 0-0     | 1-1 1-0 | 2-0 1-1 | 0-4     | ––––    | 0-1     |
| Viborg       | 0-2     | 3-0     | 2-2 0-1 | 1-4 0-2 | 3-1 1-3 | 2-3     | 1-3     | 2-2     | 2-2 1-1 | 2-2     | 2-0 4-1 | ––––    |

## Classifica marcatori
| Gol |  |  | Giocatore          | Squadra      |
| --- |  |  | ------------------ | ------------ |
| 18  |  |  | Thomas Dalgaard    | Viborg       |
| 15  |  |  | Morten Rasmussen   | Midtjylland  |
| 15  |  |  | Ronnie Schwartz    | Randers      |
| 13  |  |  | Igor Vetokele      | Copenaghen   |
| 12  |  |  | Kasper Kusk        | Aalborg      |
| 12  |  |  | Simon Makienok     | Brøndby      |
| 11  |  |  | Rubin Okotie       | SønderjyskE  |
| 10  |  |  | Sylvester Igboun   | Midtjylland  |
| 9   |  |  | Mustafa Abdellaoue | Odense       |
| 9   |  |  | Jakob Ankersen     | Esbjerg      |
| 8   |  |  | Joshua John        | Nordsjælland |
| 8   |  |  | Kevin Mensah       | Viborg       |
| 8   |  |  | Lukas Spalvis      | Aalborg      |
| 7   |  |  | Anders Jacobsen    | Aalborg      |
| 7   |  |  | Nicolai Jørgensen  | Copenaghen   |
| 7   |  |  | Mick van Buren     | Esbjerg      |

## Verdetti
- Campione di Danimarca:  Aalborg
- In UEFA Champions League 2014-2015:  Aalborg e  Copenaghen
- In UEFA Europa League 2014-2015:  Midtjylland,  Brøndby e  Esbjerg
- Retrocesse in 1. Division:  Viborg e  Aarhus